# 97 (szám)
A 97 (római számmal: XCVII) a 96 és 98 között található természetes szám.

## A szám a matematikában
A tízes számrendszerbeli 97-es a kettes számrendszerben 1100001, a nyolcas számrendszerben 141, a tizenhatos számrendszerben 61 alakban írható fel.
A 97 páratlan szám, prímszám, kanonikus alakja 971, normálalakban a 9,7 · 101 szorzattal írható fel. Két osztója van a természetes számok halmazán, ezek növekvő sorrendben: 1 és 97.
Jó prím.
Proth-prím, azaz k · 2ⁿ + 1 alakú prímszám (3·25+1), azon belül másodfajú Szábit-prím, azaz 3·2n+1 alakú prímszám.
A Mian–Chowla-sorozat 11. tagja.
Az Eukleidész–Mullin-sorozat 26. tagja.
Egy 8 hosszúságú prímhézag után az első prím.
Mírp.
A 97 kilenc szám valódiosztóösszeg-függvényeként áll elő, ezek a 245, 275, 623, 1079, 1343, 1679, 1943, 2183 és 2279.

## A tudományban
- A periódusos rendszer 97. eleme a berkélium.